# الأنقاض (فلم)
الانقاض (بالإنجليزية: the ruins) هو فيلم رعب تم انتاجه في الولايات المتحدة واستراليا سنة 2008 من بطولة جينا مالون وجوناثان تاكر ولورا رامزي وشون اشمور وجو اندرسون

## القصة
تدور قصة الفيلم مجموعة سياح يذهبون إلى المكسيك ويقودهم حظهم العاثر إلى هرم تعيش فيه نباتات غريبة ومميتة لذا يقوم السكان الاصليون بمحاصرتهم فوق الهرم خوفا من ان ينقلوا العدوة لباقي العالم

## الميزانية والإيرادات
كلف الفيلم ميزانية تقدر بـ 8 مليون دولار امريكي و حقق ارباح تقدر بـ 22.3 مليون دولار امريكي

## وصلات خارجية
- الانقاض على موقع IMDb (الإنجليزية)
- الانقاض على موقع ميتاكريتيك (الإنجليزية)
- الانقاض على موقع روتن توميتوز (الإنجليزية)
- الانقاض على موقع نتفليكس (الإنجليزية)
- الانقاض على موقع ألو سيني (الفرنسية)
- الانقاض على موقع Turner Classic Movies (الإنجليزية)
- الانقاض على موقع أول موفي (الإنجليزية)
- الانقاض على موقع بوكس أوفيس موجو (الإنجليزية)
- الانقاض على موقع فيلمافينيتي (الإسبانية)
- الانقاض على موقع قاعدة بيانات الأفلام السويدية (السويدية)